# Annika Nessvold
June Annika Nessvold (* 24. Februar 1971 in Värnamo) ist eine ehemalige schwedische Fußballspielerin. Sie spielte von 1994 bis 1996 für die A-Nationalmannschaft, mit der sie an der Weltmeisterschaft 1995 und am olympischen Fußballturnier 1996 teilgenommen hatte, wie auch an drei Turnieren um den Algarve-Cup.

## Karriere

### Verein
Nessvold begann in der Jugendabteilung des in ihrem Geburtsort ansässigen IFK Värnamo mit dem Fußballspielen. Im Alter von 20 Jahren wurde sie von Malmö FF unter Vertrag genommen. Dem Verein gehörte sie fortan von 1991 bis 1997 an und kam in der Damallsvenskan, der höchsten Spielklasse im schwedischen Frauenfußball, zum Einsatz. Während ihrer Vereinszugehörigkeit gewann sie mit der Mannschaft dreimal die Meisterschaft und einmal den nationalen Vereinspokal, der mit 2:1 n. V. gegen den Sunnanå SK errungen wurde.

### Nationalmannschaft
Nessvold debütierte als Nationalspielerin für den SvFF in der U21-Nationalmannschaft, die das am 2. Juni 1993 in Kópavogur in Freundschaft ausgetragene Länderspiel gegen die U21-Nationalmannschaft Islands mit 2:1 gewann. Anschließend kam sie vom 3. bis 7. August 1993 in vier weiteren Länderspielen zum Einsatz und zuletzt am 11. November 1993 beim 3:0-Sieg im Freundschaftsspiel gegen die U21-Nationalmannschaft Portugals in Faro.
Mit der A-Nationalmannschaft nahm sie am Turnier um den Algarve-Cup 1994 teil und kam in drei Spielen, einschließlich des mit 1:0 gewonnenen Spiels um Platz 3 gegen die Nationalmannschaft Dänemarks zum Einsatz. Ihr Debüt erfolgte am 17. März in Olhão mit ihrem Einsatz im ersten Spiel der Gruppe A beim 3:0-Sieg über die Nationalmannschaft Portugals, in dem sie mit dem Treffer zum Endstand in der 75. Minute sogleich ihr erstes A-Länderspieltor erzielte. An diesem Turnier nahm sie mit ihrer Mannschaft auch 1995 (3 Spiele) und 1996 (4 Spiele) teil. Beide Male ins Finale gelangt, konnte nur das im Jahr 1995 mit 3:2 n. V. über die Nationalmannschaft Dänemarks gewonnen werden.
Des Weiteren kam sie in acht Freundschaftsspielen, in zehn EM-Qualifikationsspielen sowie in drei EM-Endrundenspielen, im WM-Viertelfinale (1:1 und 3:4 i. E. vs. China; mit Einwechslung für Kristin Bengtsson in der 65. Minute) und in drei Spielen der Gruppe E des olympischen Fußballturniers zum Einsatz. Ihr letztes Länderspiel bestritt sie am 31. August 1996 in Västerås mit dem letzten Spiel der EM-Qualifikationsgruppe 4 und dem 2:0-Sieg über die Nationalmannschaft Dänemarks.

## Erfolge
Nationalmannschaft
- Finalistin Europameisterschaft 1995
- Algarve-Cup-Siegerin: 1995

Verein
- Schwedische Meisterin: 1991, 1993, 1994
- Schwedische Pokal-Siegerin: 1997